# 川先宏美
川先 宏美（かわさき ひろみ、1973年3月3日 - ）は、日本の女優。徳島県出身。劇団青年座所属。徳島県立徳島商業高等学校卒業後、野村證券に勤務。その後、青年座研究所に入所し同研究所20期生として卒業。血液型はB型。

## 出演

### テレビドラマ
- ウルトラマンマックス（レポーター・高山由美子）
- おらが春
- コンビにまりあ（宇奈月カオル）
- 最後の家族
- 少女のみる夢（岡田芳江）
- スマイル（波多野裁判官）
- ハンチョウ〜神南署安積班〜
- 陽はまた昇る（看護師）
- FACE MAKER
- 世直し公務員ザ・公証人
- 旅行作家・茶屋次郎

### 映画
- 釣りバカ日誌
- 虹をつかむ男
- 緑の街

### 吹き替え
- アトミック・トレイン ※ソフト版
- あのころ僕らは（ジュリエット）
- 王様と私 ※テレビ東京版
- スタートレック:ヴォイジャー
- ロードキラー（ヴェナ）

### 舞台
- 見よ、飛行機の高く飛べるを
- ミュージカル きかんしゃトーマスとなかまたち